# Vates
Vātes (m/f, lat. „Seher“, „Prophet“) ist eine der drei Klassen Inspirierter in der keltischen Gesellschaft. Unter „Inspirierten“ sind die Kultfunktionäre, also Priester im weiteren Sinne zu verstehen.

## Name
Die drei Klassen werden latinisiert druides (Druiden), vātes (Seher) und bardi (Dichter, Barden) genannt. Im vorchristlichen Irland sind die entsprechenden Bezeichnungen druïd, fáithi und baird oder filid, in Wales (kymrische Sprache) dryw bzw. derwydd, dewin und bard bzw. awenydd. Zur Etymologie von vātes und dewin schreibt J. M. Jones:
Die Etymologie dieser Bezeichnungen ist in mehrfacher Hinsicht aufschlußreich. „Vātes“ (richtiger: „vātis“), das ja auch im Lateinischen gilt, wo es vielleicht aus dem Gallischen entlehnt ist, gehört samt dem air. [altirischen] Etymon „fáith“ und kymr. [kymrischen] „gwawd“, mir. [mittelirischen] „fáth“ (Gedicht, Komposition; prophetische Weisheit) zu einer idg. [indogermanischen] Wurzel „*uāt-“, die etwa „geistig erregt sein, inspiriert sein“ bedeutete und im Deutschen „Wut“, aber auch im Namen des germanischen Wind- und Inspirationsgottes Wōđan (nord. Óđinn) vorliegt. Der „vātes“ ist also der vom höheren Wissen Angehauchte. [...] Kymr. „dewin“ ist eine römerzeitliche Entlehnung aus lat. ‚dīvīnus‘ (göttlich).
Eine weitere Bezeichnung für die vātes war carag[i]i, woraus die aus der griechischen Schreibweise ούάτεις entstandenen Fehlschreibungen euhages bzw. ovates resultieren. Das letztere Wort ist in „neudruidischen“ Kreisen (Ovaten) auch heute noch sehr gebräuchlich.

## Ausbildung
Die Ausbildung aller Inspirierten war eine rein mündliche Weitergabe tradierten Wissens.
Die Unschriftlichkeit ist kein Versagen, sondern ein Sich-Versagen, eine bewußte Ablehnung und ein bewußtes Verharren im eigenen kulturellen Profil.
Personen mit dem sogenannten „zweiten Gesicht“ hat es auch im Altertum gegeben, und sie spielen heute noch bei den Inselkelten eine große Rolle. Die Ausbildung der Seher beinhaltete jedoch eine gewisse erlernbare Technik, die von den druides und vātes praktiziert wurde. Bei dieser mündlichen Wissensweitergabe war die Triadenform als Element der Textstrukturierung zur leichteren Erlernbarkeit üblich („Wahrheit in unsern Herzen, Stärke in unsern Armen, Erfüllung in unsern Zungen“). Allerdings war es gerade ein goidelischsprachiger Druide, der etwa zwischen dem 2. und 4. Jahrhundert die Ogamschrift als mnemotechnisches System erfand.
Die Ausbildung sowohl der Druiden als auch der Seher umfasste – wenn auch in verschieden hoher Intensität – Mythologie, Stammes-Ethnologie, Geschichte des Druidentums, Traditionen, Gebete, Kultzeremonien, Mantische Verfahren, Medizin, Ethik und Rechtswissen.

## Funktion
Eine genaue Abgrenzung der Aufgabengebiete von Druiden und Sehern ist insofern kaum möglich, weil einerseits die Druiden ebenfalls mantische Praktiken (Wahrsagen) durchführten, dies andrerseits die eigentliche Tätigkeit der vātes war. Worin sich die Arbeit der einen von den anderen, wenn überhaupt, unterschied, bleibt ziemlich offen. Ihre prophetische Funktion stärkte die politische Bedeutung der Seher sowohl bei den Festlandskelten als auch auf den britischen Inseln. Sie weissagten aus den Zuckungen geopferter Menschen, durch Eingeweideschau bei Opfertieren und durch das augurium, die Prophetie aus dem Vogelflug und -schrei. Der Römer Cicero war nach einer Unterhaltung mit dem Gallier Diviciacus erstaunt, dass diese den Vogelflug gegenteilig interpretierten als die Römer.
Eine weitere gemeinsame Aufgabe war die Darbringung von Opfern (besonders Menschenopfern), die als Vollzieher einen Inspirierten benötigten. Andere Forscher gehen von einer strengeren Trennung der Funktionen aus, so dass der vates vor allem der Opferpriester, Seher und Prophet war.
In christlicher Zeit, als die Druiden durch Mönche und Priester „ersetzt“ wurden bzw. in diesem Stand aufgingen, übernahmen dann die Seher und Dichter viele Aufgaben allein, vor allem die Mantik.